# NGC 4457
NGC 4457 est une galaxie spirale intermédiaire relativement rapprochée et située dans la constellation de la Vierge. NGC 4457 a été découverte par l'astronome germano-britannique William Herschel en 1784.

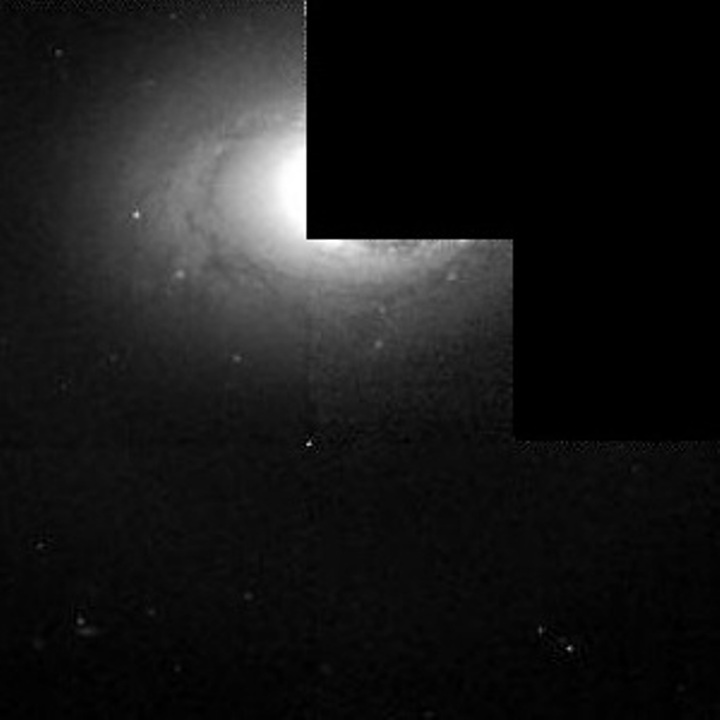
NGC 4457 par le télescope spatial Hubble.

## Caractéristiques
La classe de luminosité de NGC 4457 est II et elle présente une large raie HI. De plus, c'est une galaxie LINER, c'est-à-dire une galaxie dont le noyau présente un spectre d'émission caractérisé par de larges raies d'atomes faiblement ionisés. 

### Distance
Sa vitesse par rapport au fond diffus cosmologique est de 1 226 ± 25 km/s, ce qui correspond à une distance de Hubble de 18,09 ± 1,32 Mpc (∼59 millions d'al).
À ce jour, cinq mesures non basées sur le décalage vers le rouge (redshift) donnent une distance de 11,990 ± 3,152 Mpc (∼39,1 millions d'al), ce qui est à l'extérieur des valeurs de la distance de Hubble. Cette galaxie, comme plusieurs de l'amas de la Vierge, est relativement rapprochée du Groupe local et on obtient souvent une distance de Hubble très différente en raison de leur mouvement propre dans le groupe où dans l'amas où elles sont situées. La distance de 11,99 Mpc est peut-être plus près de la réalité. Selon ces deux mesures, NGC 4457 se dirige vers le centre de l'amas en direction opposée à la Voie lactée. Notons que c'est avec la valeur moyenne des mesures indépendantes, lorsqu'elles existent, que la base de données NASA/IPAC calcule le diamètre d'une galaxie.

### Classification
Le professeur Seligman est d'avis que NGC 4457 est une galaxie spirale intermédiaire intermédiaire, mais sur un gros plan du centre de la galaxie sur l'image obtenue des données du relevé SDSS semble lui donne raison. On voit effectivement deux pâles bras spiraux bleus reliés à un début de barre de part et d'autre du bulbe galactique. Les autres sources consultées la classe comme une galaxie lenticulaire, mais la base de données NASA/IPAC lui attribue les caractéristiques d'une spirale.

## Morphologie
NGC 4457 a été utilisée par Gérard de Vaucouleurs comme une galaxie de type morphologique (R)SAB(s)a dans son atlas des galaxies.
Eskridge, Frogel et Pogge ont publié un article en 2002 décrivant la morphologie de 205 galaxies spirales ou lenticulaires rapprochées. Les observations ont été réalisées dans la bande H de l'infrarouge et dans la bande B (le bleu). Selon Eskridge et ses collègues, NGC 4457 est de type (R)Sab dans la bande B et (R)SB0/a dans la bande H. Le noyau ponctuel de NGC 4457 est très elliptique et il est encastré dans un bulbe presque circulaire. Celui-ci est traversé par une barre de très faible luminosité. Le système bulbe/barre est intégré dans un disque dont la brillance de surface est faible. Un anneau externe est visible pour cette galaxie.    

### Disque galactique
NGC 4457 présente un disque tronqué, et en raison de son mouvement dans le milieu intergalactique dans l'amas de la Vierge, elle subit une pression dynamique qui la dépouille de ses gaz, mais elle présente un taux de formation d'étoiles normal.

## Trou noir supermassif
Selon une autre étude basés sur les mesures de luminosité de la bande K de l'infrarouge proche du bulbe de NGC 4457, on obtient une valeur de 107,7 {\displaystyle M_{\odot }} (50 millions de masses solaires) pour le trou noir supermassif qui s'y trouve.

## Groupes de M49, de M60 et l'amas de la Vierge
Selon A.M. Garcia, NGC 4457 est une des nombreuses galaxies du groupe de M49 (127 au total), qu'il a décrit dans un article publié en 1993. On retrouve dans cette liste 63 galaxies du New General Catalogue dont NGC 4382 (M85), NGC 4472 (M49), NGC 4649 (M60) ainsi que 20 galaxies de l'Index Catalogue.
D'autre part, NGC 4457 apparait aussi dans une liste de 227 galaxies d'un article publié par Abraham Mahtessian en 1998. Cette liste comporte plus de 200 galaxies du New General Catalogue et une quinzaine de galaxies de l'Index Catalogue. On retrouve dans cette liste 10 autres galaxies du Catalogue de Messier, soit M49, M58, M60, M61, M85, M87, M88, M91, M99 et M100.
Toutes les galaxies de la liste de Mahtessian ne constituent pas réellement un groupe de galaxies. Ce sont plutôt plusieurs groupes de galaxies qui font tous partie d'un amas galactique, l'amas de la Vierge. Pour éviter la confusion avec l'amas de la Vierge, on peut donner le nom de groupe de M60 à cet ensemble de galaxies, car c'est l'une des plus brillantes de la liste. L'amas de la Vierge est en effet beaucoup plus vaste et compterait environ 1 300 galaxies, et possiblement plus de 2 000, situées au cœur du superamas de la Vierge, dont fait partie le Groupe local,.
De nombreuses galaxies de la liste de Mahtessian se retrouvent dans onze groupes décrits dans un article d'A.M. Garcia, soit le groupe de NGC 4123 (7 galaxies), le groupe de NGC 4261 (13 galaxies), le groupe de NGC 4235 (29 galaxies), le groupe de M88 (13 galaxies, M88 = NGC 4501), le groupe de NGC 4461 (9 galaxies), le groupe de M61 (32 galaxies, M61 = NGC 4303), le groupe de NGC 4442 (13 galaxies), le groupe de M87 (96 galaxies, M87 = NGC 4486), le groupe de M49 (127 galaxies, M49 = NGC 4472), le groupe de NGC 4535 (14 galaxies) et le groupe de NGC 4753 (15 galaxies). Ces onze groupes font partie de l'amas de la Vierge et ils renferment 396 galaxies. Certaines galaxies de la liste de Mahtessian ne figurent cependant dans aucun des groupes de Garcia et vice versa.